# 假鹊肾树
假鹊肾树（学名：Streblus indicus）为桑科鹊肾树属下的一个种。